# Due cuori rossi di vergogna
Due cuori rossi di vergogna è un album del cantautore italiano Gianni Bella, pubblicato dall'etichetta discografica Polydor e distribuito dalla PolyGram nel 1988.
Gli arrangiamenti dell'album sono curati da Geoff Westley, che è anche produttore insieme a Mogol, il quale a sua volta collabora con l'interprete alla stesura di sei brani.
Dal disco viene tratto il singolo omonimo.
Non è mai stato pubblicato su cd, download e streaming ufficiali.

## Tracce

### Lato A
1. Due cuori rossi di vergogna
2. Telegramma
3. Nulla rimane
4. Luminosa via

### Lato B
1. Codici segreti
2. Lasciarsi andare
3. Sui monti
4. Poter dividere